# 동호회 사기
동호회 사기, 친목 사기, 친분 사기, 친화성 사기(Affinity fraud)는 사기꾼이 종교 또는 민족 공동체, 언어 소수 민족, 노인 또는 전문 그룹과 같은 식별 가능한 그룹의 구성원을 먹이로 삼는 투자 사기의 한 형태이다. 동호회 사기를 조장하는 사기꾼은 종종 해당 그룹의 구성원이거나 성공적인 척하는 사기꾼이다. 그들은 종종 그룹 내에서 존경받는 지역 사회나 종교 지도자들을 모집하여 사기 투자가 합법적이고 가치가 있다는 것을 사람들에게 설득함으로써 계획에 대한 소문을 퍼뜨린다. 이러한 지도자들은 자신도 모르게 사기꾼의 계략에 희생양이 되는 경우가 많다.
이러한 사기에는 공통점이 있는 사람들의 그룹에 존재하는 신뢰와 우정을 이용하는 것이 포함된다. 많은 그룹의 긴밀한 구조로 인해 규제 기관이나 법 집행관이 동호회 사기를 감지하기 어려울 수 있다. 피해자들은 당국에 알리지 않거나 법적 구제를 추구하지 않고, 대신 그룹 내에서 문제를 해결하려고 노력하는 경우가 많다. 특히 사기꾼이 존경받는 지역 사회나 종교 지도자를 이용해 다른 사람들이 투자에 참여하도록 설득한 경우에는 더욱 그렇다.
많은 동호회 사기에는 폰지 사기 또는 피라미드 사기가 포함된다. 이 사기꾼은 새로 받은 투자자 자금을 사용하여 이전 투자자에게 돈을 지불하여 투자가 성공했다는 착각을 불러일으킨다. 이 책략은 신규 투자자를 속여 이 계획에 투자하도록 하고, 기존 투자자가 자신의 투자가 안전하고 안전하다고 믿도록 유도하는 데 사용된다. 실제로 사기꾼은 개인 용도로 투자자의 돈을 훔치는 경우가 거의 대부분이다. 두 가지 유형의 계획 모두 새로운 투자자의 끊임없는 공급에 달려 있다. 투자자의 공급이 필연적으로 고갈되면 전체 계획이 무너지고 투자자는 자금의 대부분 또는 전부가 사라진 것을 알게 된다.